# Austin Wolf
Pour les articles homonymes, voir Wolf.
Austin Wolf, pseudonyme de Justin Heath Smith (Alvarado, 3 avril 1983), est un acteur et un mannequin pornographique américain, travaillant exclusivement dans le domaine de la pornographie gay.

## Biographie

### Les premières années
Il est né à Alvarado, au Texas, mais a grandi dans une petite ville près de Fort Worth. Dès son plus jeune âge, il a eu une passion pour le culturisme et la lutte qu'il a pratiquée à un niveau amateur. Il faisait partie de l'organisation de lutte Thunders Arena Wrestling. À l'âge de 20 ans, il a quitté le Texas et s'est installé à New York, où il a occupé divers emplois. Après la crise des subprimes, il a perdu son emploi de détaillant de meubles design. Sans travail, il a décidé de placer une annonce sur rentboy.com et a commencé à travailler comme prostitué.

### Carrière

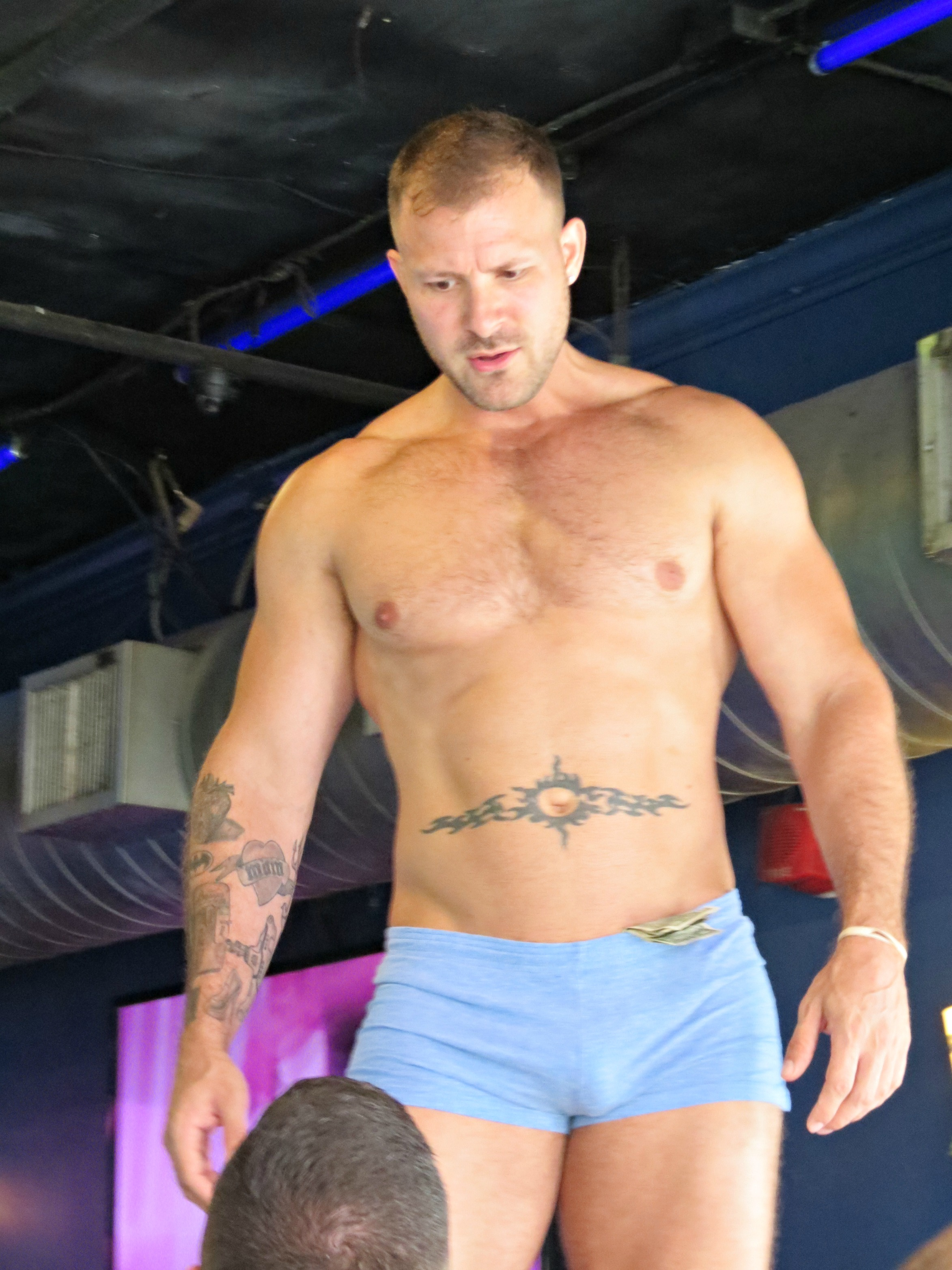
Austin Wolf à La Nouvelle-Orléans, Louisiane (2016).

Après deux mois de travail comme escorte, il a commencé à travailler dans l'industrie de la pornographie gay en 2012. Entre 2012 et 2015, il apparaît dans les films du studio RandyBlue. D'avril 2015 à avril 2019, il a tourné près de 40 films pour des studios tels que Falcon Entertainment, Hot House Entertainment, Raging Stallion et NakedSword.
En 2012, il a travaillé sur le spectacle Broadway Bares XXII : Happy Endings,, avec Kyle Dean Massey et Jennifer Tilly. En 2013, il est apparu dans le spectacle de Broadway The Big Man.
Au cours de sa prolifique carrière dans le porno, il a participé à de nombreux films, principalement dans le rôle actif, et a remporté de nombreuses nominations pour des prix de l'industrie tels que les GayVN Awards et les Grabby Awards. Pendant deux années consécutives, il a été nommé comme interprète gay de l'année aux XBIZ Awards.
En 2019, il a signé un contrat exclusif avec CockyBoys et a ouvert un site de fanpage sur 4my.fans où il publie régulièrement des photos et des vidéos de lui.

### Vie privée
Austin Wolf est homosexuel. Il avait une relation avec l'acteur porno Tyler Wolf.
En octobre 2018, il a été au centre d'un scandale, lorsqu'un agent de bord de Delta Air Lines a été licencié pour avoir eu des relations sexuelles avec lui dans les toilettes de l'avion,.
En juin 2024, il est arrêté pour pédopornographie enfantine. Les autorités citent qu'il échangeait des vidéos via un compte Telegram. Lors de sa comparution du 28 juin dans l'état de New York, le juge conclut qu'Austin Wolf doit être placé en détention en raison du risque de fuite et du danger potentiel qu'il représente et jusqu'à la fin du mois de juillet pour un autre procès.   

## Prix et nominations
| Année | Nomination                  | Catégorie                       | Film                           | Résultat |
| ----- | --------------------------- | ------------------------------- | ------------------------------ | -------- |
| 2013  | International Escort Awards | Best Newcomer                   | -                              | Nommé    |
| 2013  | International Escort Awards | Best Top                        | -                              | Gagné    |
| 2013  | International Escort Awards | Best Body                       | -                              | Nommé    |
| 2014  | International Escort Awards | Best Pornstar Escort            | -                              | Nommé    |
| 2014  | International Escort Awards | Best Body                       | -                              | Gagné    |
| 2014  | Grabby Awards               | Best Newcomer                   | -                              | Nommé    |
| 2014  | Grabby Awards               | Manly Man                       | -                              | Nommé    |
| 2015  | International Escort Awards | Best Top                        | -                              | Gagné    |
| 2016  | Cybersocket Web Awards      | Best Porn Star                  | -                              | Nommé    |
| 2016  | Grabby Awards               | Hottest Top                     | -                              | Nommé    |
| 2016  | Grabby Awards               | Hottest Rimming                 | Fined Tuned Ass (2015)         | Nommé    |
| 2016  | Grabby Awards               | Manly Man                       | -                              | Nommé    |
| 2016  | Grabby Awards               | Hottest Rimming                 | Total Exposure 1 (2015)        | Nommé    |
| 2018  | GayVN Awards                | Viewer's Choice: Favorite Daddy | -                              | Nommé    |
| 2018  | GayVN Awards                | Best Fetish Scene               | Skuff: Rough Trade 1 (2016)    | Gagné    |
| 2018  | GayVN Awards                | Fan Award: Social Media Star    | -                              | Nommé    |
| 2018  | GayVN Awards                | Best Group Sex Scene            | The Fixer (2017)               | Nommé    |
| 2018  | Str8UpGayPorn Awards        | Best Group Sex Scene            | The Fixer (2017)               | Nommé    |
| 2018  | Str8UpGayPorn Awards        | Viewer's Choice: Favorite Daddy | The Fixer (2017)               | Gagné    |
| 2018  | Cybersocket Web Awards      | Best Porn Star                  | -                              | Nommé    |
| 2019  | Gay Fleshbot Awards         | Best Clip Performer             | -                              | Nommé    |
| 2019  | Gay Fleshbot Awards         | Performer of the Year           | -                              | Nommé    |
| 2019  | Gay Fleshbot Awards         | Best Group Sex Scene            | Aventón (2018)                 | Nommé    |
| 2019  | GayVN Awards                | Best Three-Way Sex Scene        | Aventón (2018)                 | Nommé    |
| 2019  | GayVN Awards                | Best Three-Way Sex Scene        | Aventón (2018)                 | Nommé    |
| 2019  | GayVN Awards                | Best Top                        | -                              | Nommé    |
| 2019  | GayVN Awards                | Best Duo                        | Cross Fuck (2018)              | Nommé    |
| 2019  | XBIZ Awards                 | Gay Performer of the Year       | -                              | Nommé    |
| 2019  | Pornhub Awards (ru)         | Most Popular Gay Performer      | -                              | Gagné    |
| 2020  | Str8UpGayPorn Awards        | Favorite Fan Content Creator    | -                              | Nommé    |
| 2020  | Str8UpGayPorn Awards        | Favorite Topping Performance    | Austin Wolf & Nico Leon (2019) | Nommé    |
| 2020  | Str8UpGayPorn Awards        | Favorite Body                   | -                              | Nommé    |
| 2020  | XBIZ Awards                 | Gay Performer of the Year       | -                              | Nommé    |
| 2020  | GayVN Awards                | Favorite Dom                    | -                              | Nommé    |
| 2020  | GayVN Awards                | Best Supporting Actor           | Rags to Riches (2019)          | Nommé    |